# Caudiès-de-Fenouillèdes
Caudiès-de-Fenouillèdes är en kommun i departementet Pyrénées-Orientales i regionen Occitanien i södra Frankrike. Kommunen ligger i kantonen Saint-Paul-de-Fenouillet som tillhör arrondissementet Perpignan. År 2022 hade Caudiès-de-Fenouillèdes 585 invånare.

## Befolkningsutveckling
Antalet invånare i kommunen Caudiès-de-Fenouillèdes
| Referens: INSEE |